# Rachel Minc
Pour les articles homonymes, voir Minc.
Rachel Minc, née à Łódź en Pologne en 1899 et morte en 1978, est une éducatrice et écrivaine française d'origine polonaise qui a œuvré au sauvetage d'enfants juifs durant la Seconde Guerre mondiale.

## Biographie
Rachel Minc fait des études en psychopédagogie à Berlin, et ensuite dans les pays scandinaves.
À son arrivée en France, Rachel Minc travaille comme jardinière d'enfants au Refuge pour l'enfance israélite de Neuilly-sur-Seine, et ensuite à la colonie de Crocq, dans la Creuse. Elle rejoint l'équipe d'un chantier rural pour la formation de jeunes juifs réfugiés de l'ORT en Lot-et-Garonne. Alertés de l'organisation d'une rafle le 26 août 1942 par la police de Vichy, encadrants et jeunes se dispersent. Un gendarme aide Rachel Minc et Myriam Abendstern, puis le mari de celle-ci, à trouver refuge chez la famille Zwolaskowi. Les deux jeunes femmes sont cachées dans une bergerie désaffectée. En novembre 1942, la zone libre est occupée. Rachel Minc quitte alors ce refuge pour rejoindre un réseau clandestin de sauvetage d'enfants juifs à Grenoble[réf. nécessaire].
Rachel Minc devient ensuite, après la guerre, assistante sociale-enquêteuse au placement familial. Dans son étude sur L'action de l'OSE après la guerre, Katy Hazan (2006) note: « En même temps, il fallait répondre aux informations qui affluaient de toutes parts et au fur et à mesure de la libération des camps en Allemagne et que répercutaient les organisations internationales. Une ancienne éducatrice d'origine polonaise, Rachel Minc, parlant et écrivant parfaitement le yiddish, devint incontournable pour retrouver les familles. Elle fut baptisée la "Sherlock Holmes" de l'OSE, et revenait rarement bredouille. C'est elle qui fit des miracles au moment de l'accueil des 467 jeunes de Buchenwald en juin 1945. »,
Lors de la commémoration de la Rafle du vélodrome d'hiver du 19 juillet 2009, le président de l'OSE, Jean-François Guthmann déclare :
« A La Libération, tout est à refaire en sens inverse, les enfants sortent de leurs cachettes, ils attendent leurs parents; peu auront la chance de les retrouver. L'OSE ouvre 25 maisons d'enfants, recherche pour chaque enfant, dans le monde entier ce qui lui reste de famille de sang ou d'accueil, sous l'autorité douce de Germaine Mansour et Rachel Minc. ».

## Publications
- L'Enfant veille sur le pont
- La Coupe de Bagdad. Illustrations de Benn. Fonds social juif unifié, 1961
- L'enfer des innocents, les enfants juifs dans la tourmente nazie, Éditions du Centurion, 1966
- La reggia di re Salomone, 1967
- Les Aubes de l'exil'. Jose Milles-Martin, Paris, 1972
- Pour offrir la rosée, 1975
- Entre l'or et la flamme, 1975